# (2884) Reddish
(2884) Reddish (1981 ES22) – planetoida z pasa głównego asteroid okrążająca Słońce w ciągu 5,49 lat w średniej odległości 3,11 j.a. Odkryta 2 marca 1981 roku.